# Walter Wundt

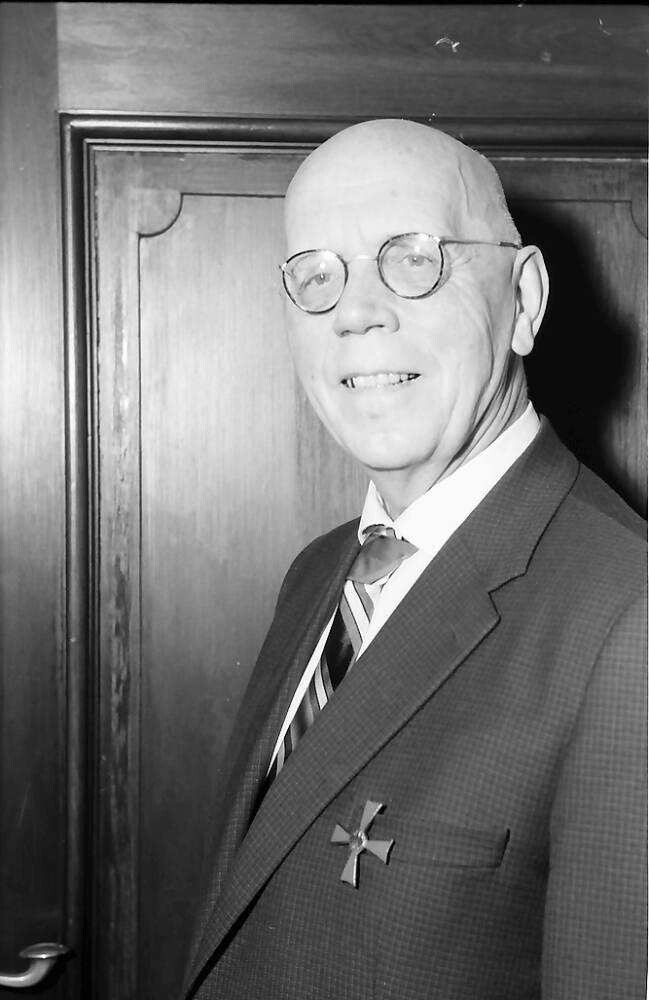
Walter Wundt bei der Verleihung des Bundesverdienstkreuzes (1961)

Walter Gustav Georg Wundt (* 6. Mai 1883 in Schorndorf; † 24. August 1967 in Genf) war ein deutscher Lehrer, Geograph und Hydrologe.

## Leben und Wirken
Walter Wundt war der Sohn des Oberbaurates Georg von Wundt (1845–1929) und dessen Ehefrau Gertrud (1852–1929), geborene Lisco.
Nach dem Abitur 1900 auf dem Eberhard-Ludwigs-Gymnasium in Stuttgart studierte er an der Technischen Hochschule Stuttgart, der Georg-August-Universität Göttingen und der Friedrich-Wilhelms-Universität zu Berlin Mathematik, Physik, Klimakunde und Meteorologie, wurde 1904 bei Wilhelm von Bezold an der Friedrich-Wilhelms-Universität zu Berlin mit seiner Dissertation Barometrische Teildepressionen und ihre wellenförmige Aufeinanderfolge zum Dr. phil. promoviert und war anschließend Assistent am Meteorologischen Institut in Berlin. Nach dem Staatsexamen 1906 für das höhere Lehrfach in Tübingen wirkte er ab 1907 als Mathematik-Lehrer an der Oberrealschule in Schwenningen, die er ab 1928 als Direktor leitete. Nach seinem Rücktritt 1934 aus gesundheitlichen und persönlichen Gründen übernahm er bis 1958 Lehraufträge für Paläoklimatologie und Hydrologie an der Albert-Ludwigs-Universität Freiburg. Im Jahr 1947 erhielt er an der Universität Freiburg eine Honorarprofessur für Geographie.
Er war mit Milutin Milanković befreundet, zu dessen Strahlungskurve er wesentliche eigene Beiträge erbrachte. Als Hydrologe veröffentlichte er 1953 mit seinem Lehrbuch Gewässerkunde ein Standardwerk.
Walter Wundt wurde 1942 als Mitglied in die Deutsche Akademie der Naturforscher Leopoldina aufgenommen.
Im Jahr 1961 wurde ihm das Bundesverdienstkreuz 1. Klasse verliehen.
Walter Wundt war seit 1920 verheiratet mit Tusnelda, geborene Fischer. Das Ehepaar hatte 2 Söhne.

## Schriften
- Barometrische Teildepressionen und ihre wellenförmige Aufeinanderfolge. Dissertation, Berlin 1904 (Digitalisat)
- Gewässerkunde. Springer, Berlin 1953